# Frontières de l'Afghanistan

L'Afghanistan (en rouge) et les pays frontaliers.

L'Afghanistan possède six frontières internationales. Pays enclavé, ces frontières ne sont que terrestres. Elles sont, d'ouest en est: 
- Frontière entre l'Afghanistan et l'Iran, 936 km, à l'ouest
- Frontière entre l'Afghanistan et le Turkménistan, 744 km, au nord-ouest
- Frontière entre l'Afghanistan et l'Ouzbékistan, 137 km, au nord
- Frontière entre l'Afghanistan et le Tadjikistan, 1 206 km, au nord-est
- Frontière entre l'Afghanistan et la république populaire de Chine, 76 km au nord-est
- Frontière entre l'Afghanistan et le Pakistan, 2 430 km, à l'est et au sud.